# Rapporteur
Pour les articles homonymes, voir Rapporteur (homonymie).

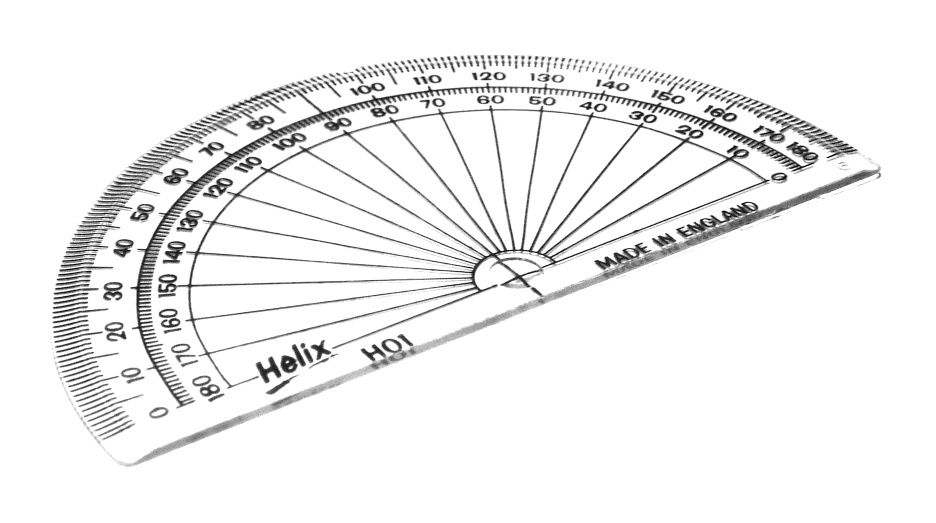
Un rapporteur demi-cercle gradué en degrés.

Un rapporteur (ou rapporteur d'angle) est un outil utilisé en géométrie pour mesurer des angles et pour construire des figures géométriques. Les rapporteurs utilisés par les élèves sont la plupart du temps gradués en degrés, mais il existe plusieurs variantes : certains ont une double graduation (en degrés et en radians, ou en degrés et en grades), certains forment un disque complet alors que d'autres ne sont que des demi-disques.
L'usage du rapporteur est parfois remplacé par l'usage d'un demi-carré.
Le rapporteur trigonométrique est un instrument de mesure matérialisant le cercle trigonométrique et fournissant une correspondance degrés-radians.
Dans l'artisanat et l'industrie on utilise plus volontiers des rapporteurs métalliques composés d'un secteur circulaire associé à une règle pivotante et un dispositif de blocage.
Un théodolite n'est rien d'autre qu'un ensemble de haute précision composé de deux rapporteurs (horizontal et vertical) associés à une lunette de visée.

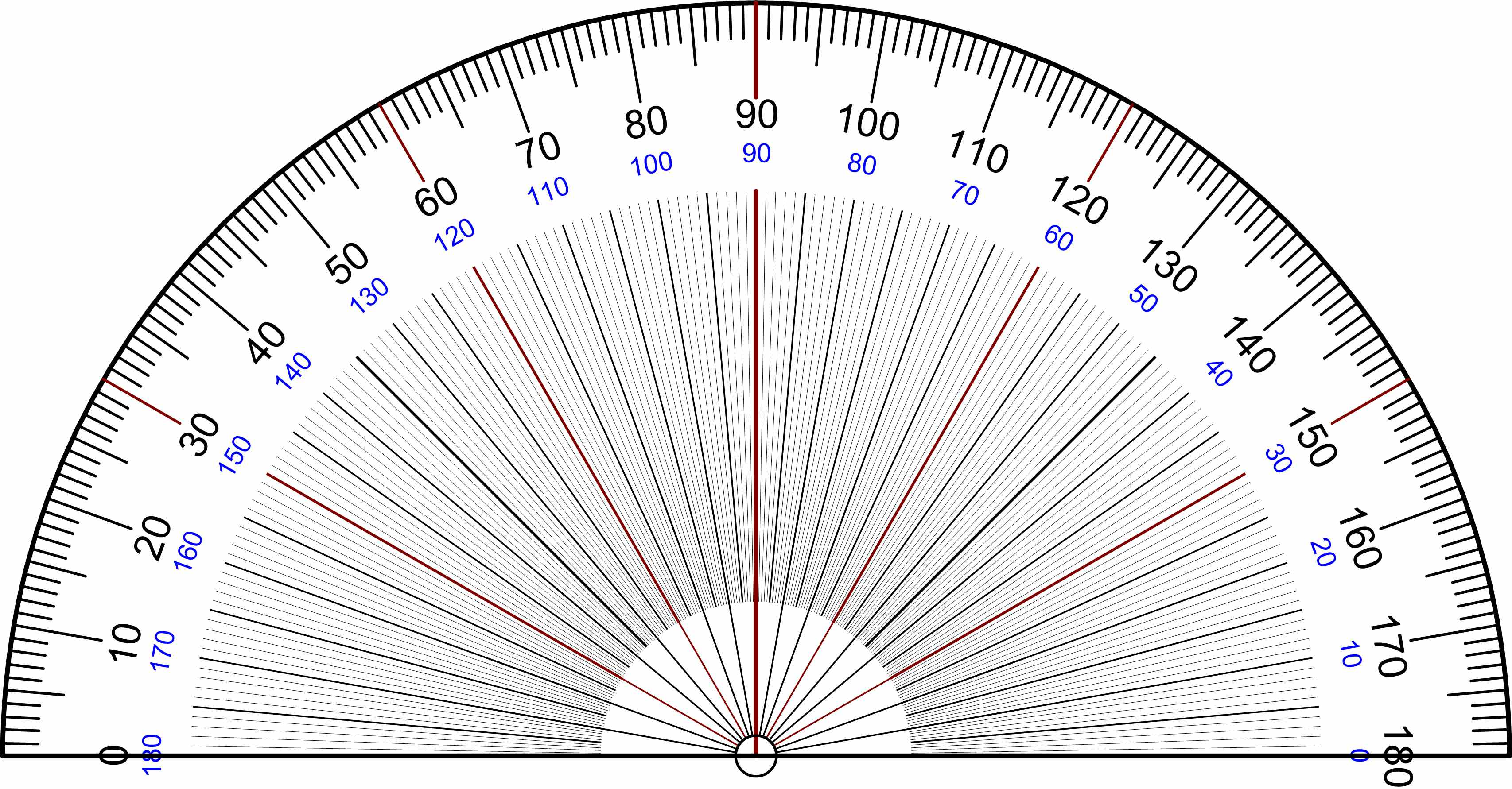
Rapporteur 180 degrés.
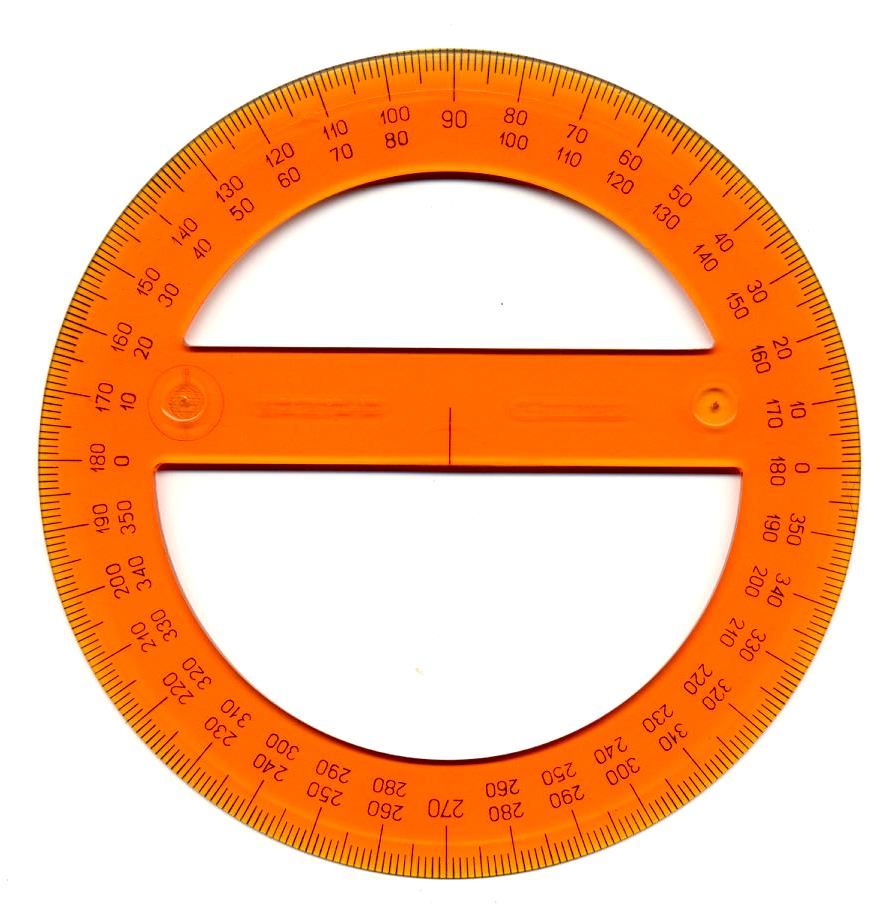
Rapporteur 360 degrés.
Rapporteur trigonométrique.
Rapporteur triangle ou demi-carré.
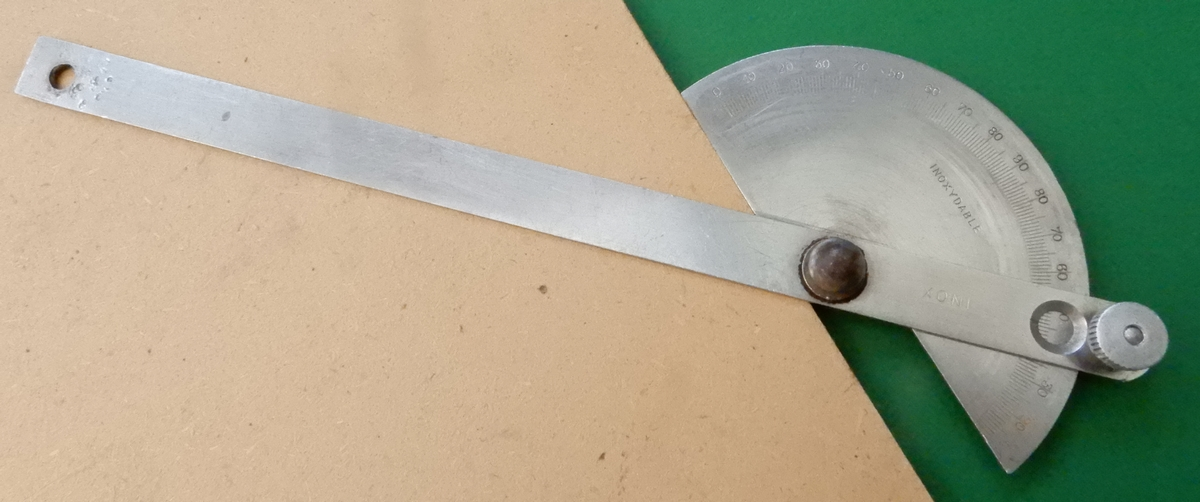
Rapporteur d'angle pour l'artisanat et l'industrie.

Le bord circulaire d'un rapporteur se nomme le limbe tandis que la ligne du degré 0 est appelée la ligne de foi.

## Mesure d'un angle avec un rapporteur

Mesure d'un angle avec un rapporteur.

Pour mesurer un angle, on place l'origine du rapporteur sur le sommet de l'angle et la ligne de foi sur l'un des côtés de l'angle. Pour connaître la mesure de cet angle, on regarde sur quelle graduation passe l'autre côté de l'angle.